# Honte noire

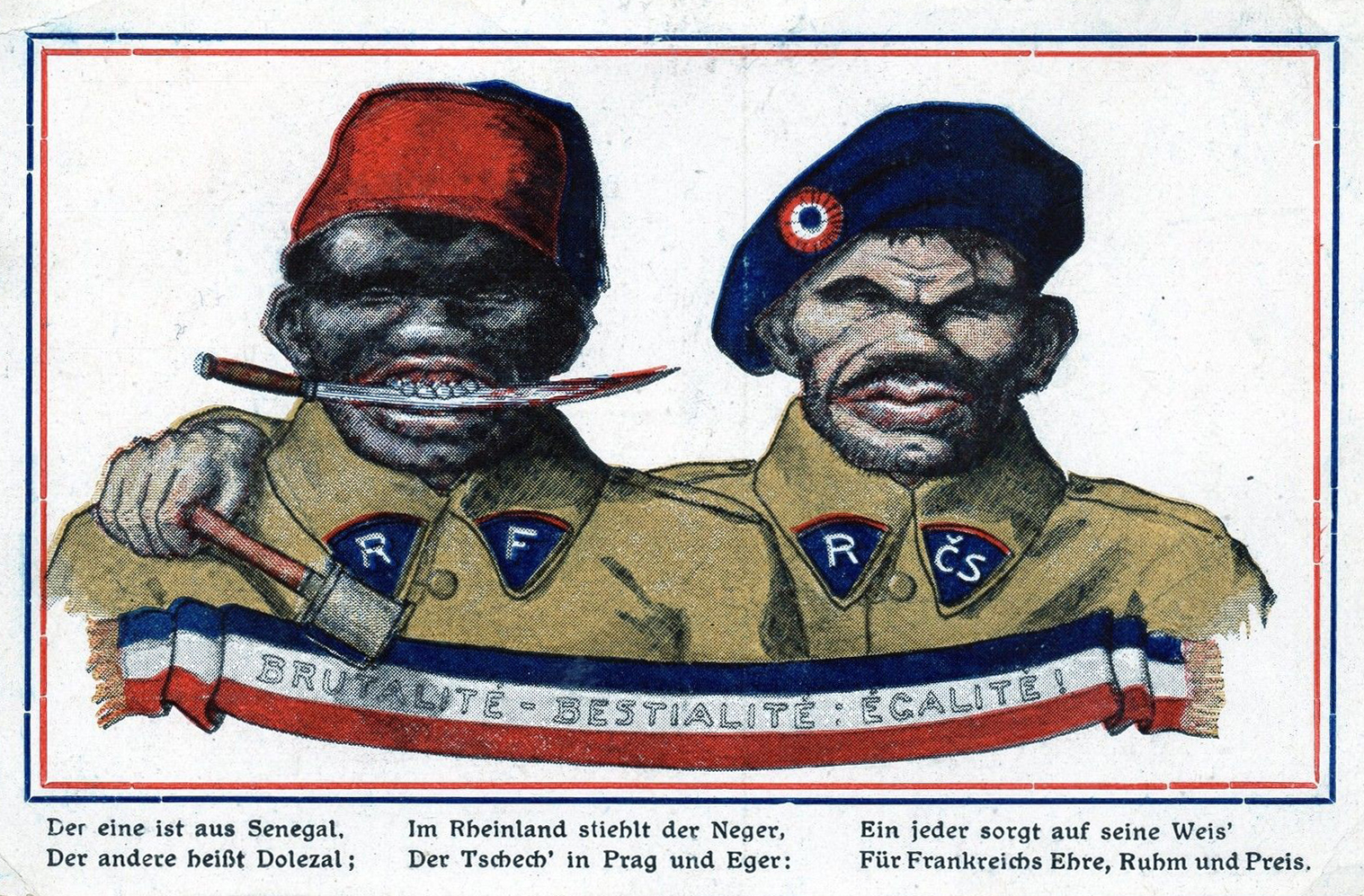
« Brutalité, Bestialité, Égalité ». Carte postale allemande expédiée en janvier 1923. Un Sénégalais de l'armée française est représenté aux côtés d'un soldat tchèque.

La « Honte noire » (Die schwarze Schande (am Rhein) ou également Die schwarze Schmach (am Rhein)) est le nom donné à une campagne de propagande nationaliste et raciste déclenchée dans l'Allemagne de Weimar au début des années 1920 afin de dénoncer l'occupation de la Rhénanie par les troupes coloniales françaises : celles-ci, composées de soldats sénégalais et malgaches, étaient accusées de se livrer à divers sévices, incluant viols et mutilations, à l'encontre de la population allemande.

## Histoire
Les événements suivants sont principalement décrits par le journaliste franco-ivoirien Serge Bilé, dans son ouvrage Noirs dans les camps nazis. Le livre est cependant très critiqué par trois historiens, Joël Kotek, Tal Bruttman et Odile Morisseau, qui en dénoncent les erreurs et l'absence de rigueur scientifique.

### Avant la Première Guerre mondiale
Serge Bilé, dans son ouvrage Noirs dans les camps nazis, note la forte hostilité de la société allemande du début du XXe siècle aux mélanges raciaux, ce qui est somme toute une norme globalement partagée à cette époque. Dès 1905, une loi interdit aux colons allemands installés en Afrique (cf. empire colonial allemand) les mariages entre Allemands et Noirs : la peine est la déchéance des droits civiques et la privation des droits civiques pour les enfants nés de ces unions. Environ 1 800 noirs et métis vivent à Berlin en 1914, venant principalement des colonies allemandes et de mariages mixtes (une première vague d'immigration est issue de bateaux négriers, une seconde des exhibitions exotiques et une troisième d’un choix personnel de Noirs de bonne famille voulant étudier en Europe). Ils sont néanmoins très mal considérés, et cantonnés à des emplois marginaux, par exemple musicien ou acrobate de cirque. L’Allemagne perd la Première Guerre mondiale, et conséquemment aux traités de paix, l’intégralité de son empire colonial.

### La campagne de propagande
Outre la défaite et ses multiples conséquences morales et politiques sur les Allemands, un sentiment d’humiliation se généralise, qui prend source dans le fait d’avoir été battus par une armée qui comprenait des soldats noirs, lesquels participent à l’occupation de la Rhénanie, en application du traité de Versailles. Dans ce contexte, la rumeur lancée par la presse d'extrême droite allemande est reprise par les autorités de la République de Weimar, qui y virent un moyen de contester le bien-fondé de l'occupation de la Rhénanie, le gouvernement français étant accusé de soumettre une population occidentale blanche au joug de ressortissants de peuples « primitifs. » L'objectif du gouvernement allemand était de convaincre les alliés de la France (États-Unis et Royaume-Uni) que celle-ci se comportait d'une manière indigne d'une nation civilisée.
Cette propagande est reprise par des journaux anglo-saxons et suscite un vaste écho dans l’opinion publique, mais trouve peu de crédit dans les gouvernements des pays visés ; elle suscite une vive émotion en France et poussa le gouvernement, en même temps qu'il rejetait comme calomnieuses ces accusations, à remplacer progressivement les troupes coloniales stationnées sur le Rhin par des troupes métropolitaines.
En Allemagne, cette campagne de propagande fut relayée par des associations nationalistes telles que la Deutscher Fichte-Bund et répercutée par des films, pièces de théâtre, romans, affiches (insistant notamment sur l’appétit sexuel voire, de façon caricaturale, cannibale de ces populations), un film est intitulé La Honte noire, un journal spécialement créé : Die Nacht am Rhein (« La nuit sur le Rhin » en référence au chant patriotique Die Wacht am Rhein). Le médailleur Karl Goetz lui consacra une série de médailles. Des débats au Reichstag ont lieu, notamment pour des raisons de salubrité et d'honneur ; le ministre des Affaires étrangères socialiste Adolf Köster va jusqu’à dénoncer « le danger sanitaire que fait peser sur l’Allemagne et l’Europe le recours aux cinquante mille hommes d'une race étrangère » alors que le président de la République Friedrich Ebert affirme qu’« il faut que soit proclamé dans le monde que les habitants de la Rhénanie considèrent l’utilisation de troupes noires de la plus basse culture, pour contrôler une population représentant une haute civilisation et une puissante économie, comme une atteinte insolente aux lois de la civilisation européenne ». Plus que cette occupation racialement humiliante, c’est surtout la crainte de voir se former des couples mixtes et de voir naître des enfants métis qui dérange.
Elle fut ensuite reprise par Adolf Hitler, qui dénonça dans Mein Kampf l’« afflux de sang nègre sur le Rhin », en lequel il vit une manœuvre juive contre la « race aryenne » et la chasse qu'il entreprit à l'encontre de ce qu'il dénommait les « bâtards de Rhénanie ».

### Rapport Allen
À la suite de la campagne de propagande négrophobe, le département d'État américain commande un rapport au général Allen (en), commandant en chef des forces d'occupation alliées en Allemagne. Celui ci conclut en février 1921 ainsi :
- le nombre de soldats français de « sang noir pur ou non » était estimé à 20 000. Les derniers Sénégalais ont quitté l'Allemagne en juin 1920. À  cette date, il ne reste qu'un régiment malgache.
- 66 cas de viols potentiels sur des Allemandes sont remontés aux autorités françaises. 38 sont considérés comme avérés. 32 étaient en investigation au moment du  rapport.
- Bien que ces cas soient sans doute minorés, l'hypothèse de viols massifs formulé par la presse d’extrême droite allemande est en fait fausse et s'avère une campagne de propagande principalement dirigée vers l'opinion publique américaine. Le but de cette campagne était de créer une rupture entre alliés français et américain : « Pour diviser les Alliés, était-ce si mal raisonner que de spéculer sur le préjugé des races, tel qu’il persiste un peu partout et notamment en Amérique ? »[15].
- Le nombre important des enfants métis : en moyenne un par soldat noir pour une présence de 18 mois, est dû à une réelle attirance de certaines Allemandes envers les soldats noirs. « Many german women of loose caracter have openly made avances to the colored soldiers »[16].

### Conséquences politiques
Selon Serge Bilé, 24 000 métis sont nés de ces unions. Ce nombre est contesté par des historiens. Lionel Richard l'estime lui à 2 500 à 3 000 et Tina Campt  à 16 000  à   18 000 . 
Bien peu purent quitter l’Allemagne dans les années 1930, notamment parce qu'ils y étaient nés et ne connaissaient pas d’autre patrie, un petit nombre déménage vers la France ou dans les anciennes colonies allemandes.

### Les Noirs sous le Troisième Reich
La majorité des Noirs présents sous la République de Weimar, qui demeure en Allemagne, fut la cible des lois racistes édictées à Nuremberg : leur passeport et divers droits leur sont refusés, mais contrairement aux Juifs ils peuvent continuer à vivre relativement normalement s'ils restent discrets. Les enfants métis issus d'union entre force d'occupation française et allemandes étaient péjorativement surnommés "Bâtard de Rhénanie". En 1937, le régime promulgue une loi instituant la stérilisation forcée des métis allemands : la moitié de ceux-ci sont effectivement stérilisés. Les massacres de tirailleurs sénégalais prisonniers en 1940 ont également été décrits comme étant une conséquence de cette campagne de propagande de l'immédiat après-première guerre mondiale. Néanmoins, aucun Noir ne fut déporté en raison de sa couleur de peau ; les victimes existantes le furent en raison de leur appartenance au Parti communiste ou pour des actes de résistance. Les Noirs présents dans divers camps de concentration, comme à Buchenwald, furent cependant souvent victimes d'humiliations liées à leur couleur de peau.

## Sources
- Norbet Sevestre, Une campagne type de propagande allemande , La honte noire,  Revue des Deux Mondes, tome 5, 1921 sur wikisource